# Gabriel Knight 3: Blood of the Sacred, Blood of the Damned
Gabriel Knight 3: Blood of the Sacred, Blood of the Damned es un juego de aventuras point-and-click creado por Jane Jensen, desarrollado y distribuido por Sierra Studios y lanzado para Microsoft Windows en 1999. La secuela de The Beast Within: A Gabriel Knight Mystery de 1995, la historia del juego se centra en las vidas de Gabriel Knight (nuevamente con la voz de Tim Curry) y Grace Nakimura mientras se involucran en un caso para rastrear a un bebé secuestrado, enredándose en un misterio que involucra vampiros, los Caballeros templarios, el Santo Grial y Jesús dentro de la provincia francesa de Languedoc; la historia en sí está inspirada en una conspiración de tesoros de la vida real asociada a la zona.
Después de la entrega anterior, Sierra optó por renderizar el tercer juego de la serie en gráficos 3D, con un mayor nivel de resolución de acertijos y exploración. El trabajo de desarrollo se retrasó debido a las dificultades del equipo para adaptarse al nuevo motor de renderizado del juego, y algunos rompecabezas que se diseñaron resultaron complicados y se reemplazaron por una serie de rompecabezas nuevos que Jensen no aprobó, pero que no podría haber cambiado. Aunque Jensen había aprobado al actor que interpretó a Gabriel en el último juego, se decidió que Curry debía regresar, debido a su creencia de que le brindaba la personalidad adecuada al personaje.
Gabriel Knight 3 fue el último juego que realizó Sierra antes de la crisis de la industria de los videojuegos de aventuras. Aunque no fue un éxito comercial, al igual que sus predecesores, recibió críticas mayormente positivas de los críticos. Se elogió la historia y su ambientación, junto con uno de los «rompecabezas de juego mejor diseñados» en los juegos de aventuras, mientras que fue criticado por algunos de sus diálogos deficientes, la actuación de Curry y su transferencia a gráficos en 3D. El juego fue relanzado como parte de la serie Best Seller de Sierra en 2001, nuevamente para GOG.com en 2010 y en Steam en 2016.

## Jugabilidad
Blood of the Sacred, Blood of the Damned es un juego de aventuras point-and-click jugado desde una perspectiva en tercera persona. La historia está dividida en capítulos que cubren un periodo de tres días de varios bloques de tiempo, que se desarrollan de manera lineal y colocan a los jugadores en control de uno de los dos personajes jugables: mientras que Gabriel maneja el bloque inicial de capítulos, la mayoría se alternan entre él y Grace. En cada capítulo, los jugadores deben completar un conjunto de acciones requeridas para avanzar en la historia, pero pueden hacerlo de manera no lineal permitiéndoles explorar ubicaciones y realizar acciones opcionales que brindan antecedentes y contexto a la historia y los eventos del juego. En algunos capítulos, completar ciertas acciones provocará cambios durante ese capítulo en otras ubicaciones; estos se indican mediante el sonido de un reloj que hace tictac. Cada capítulo presenta una variedad de lugares que el jugador puede visitar, algunos de los cuales se acceden a través de un mapa superior que utiliza un sistema de pistas para resaltar los lugares clave que tienen acciones que se deben realizar para ese capítulo; se encontrarán disponibles sitios adicionales a medida que avance el juego. Al igual que con los juegos de Sierra de la época, se utiliza una puntuación continua para controlar las acciones, tanto obligatorias como opcionales, que los jugadores han completado (es decir, adquirir un objeto necesario para un rompecabezas).
Los objetos interactivos se resaltan cuando se mueve el cursor sobre ellos, lo que activa una barra de acción de comandos «verbales» que el jugador puede realizar. Las acciones pueden implicar cosas como examinar un objeto / persona, recoger un elemento o hablar con una persona. Al igual que en los títulos anteriores, los jugadores almacenan los elementos recopilados en un inventario y pueden examinarlos, usarlos, combinarlos o convertirlos en un objeto activo para interacciones con otros elementos o personas. Las conversaciones con las personas varían desde aquellos que brindan breves palabras sobre cosas hasta aquellos que necesitan ser entrevistados sobre temas. En las entrevistas en las que se pide información a alguien, aparece una barra de acción con temas «verbales», que pueden variar desde preguntar sobre un lugar u objeto, aprender sobre la persona en sí o preguntarle sobre algo que haya aprendido. Sin embargo, las conversaciones no se pueden revisar una vez finalizadas, como en los juegos anteriores de la serie.
Blood of the Sacred, Blood of the Damned permite a los jugadores tener un control total sobre la posición y el ángulo de la cámara, lo que les permite examinar una ubicación en detalle; la cámara solo está fija durante las escenas cinemáticas, los primeros planos de objetos y las conversaciones. Además, si el personaje del jugador no está a la vista, aparecerá alguien fuera de cámara cerca de la posición actual del punto de vista. En ciertos puntos del juego, los jugadores pueden hacer uso de una computadora portátil para escanear y comparar pruebas, realizar investigaciones sobre temas, vincular pruebas e ítems con sospechosos marcados y abordar uno de los acertijos centrales del juego. En algunas situaciones el jugador debe superar una situación peligrosa o corre el riesgo de que se produzca un momento en el que se termine el juego, lo que lo obliga a volver a intentarlo, reiniciar el juego o restaurar una partida guardada anterior.

## Historia

### Ambientación
Blood of the Sacred, Blood of the Damned se desarrolla en un mundo en el que lo oculto y lo sobrenatural han existido a lo largo de la historia de la humanidad, como fantasmas, sectarios y demonios. Para combatir a quienes utilizan estas fuerzas para el mal contra la humanidad están los «Schattenjägers» (una traducción alemana de las palabras «Cazadores de sombras»), que se encargan de defender a los inocentes de estos seres; sin embargo, sus orígenes están envueltos en misterio. La historia del juego está inspirada en una teoría conspirativa de los años 50 sobre el párroco del siglo XIX Bérenger Saunière y un tesoro secreto que escondió en los alrededores del pueblo de Rennes-le-Château en el sur de Francia, incorporando varios elementos relacionados con la mitología de los vampiros y el Santo Grial, los mitos que rodean a los Caballeros templarios y las historias religiosas de Jesucristo antes y durante su crucifixión.
Las ubicaciones que aparecen en el juego incluyen un diseño ficticio de Rennes-le-Château, que recrea fielmente los puntos de referencia locales como la Iglesia de Santa María Magdalena, junto con las ubicaciones reales de Rennes-les-Bains y Château de Blanchefort, con una mezcla de puntos de referencia ficticios y sitios relacionados con la trama.

### Personajes
Los jugadores asumen el papel de Gabriel Knight, con la voz de Tim Curry, y Grace Nakimura, con la voz de Charity James, a lo largo del juego utilizando sus propios métodos y enfoques para resolver su respectiva parte de la investigación que emprenden juntos. Durante su trabajo, reciben ayuda de Frank Mosely (con la voz de David Thomas), un detective de policía de Nueva Orleans. Otros personajes principales del juego incluyen: Emilio Baza, con la voz de Billy West; Madeline Buthane, con la voz de Jennifer Hale; Vittorio Buchelli, con la voz de Joe Lala; Excelsior Montreaux, con la voz de John de Lancie; Abbé Arnaud, con la voz de Gregg Berger, John Wilkes, con la voz de Richard Doyle; Lady Howard, con la voz de Samantha Eggar; Estelle Stiles, con la voz de Carolyn Seymour; Larry Sinclair, con la voz de Corey Burton; y Prince James, con la voz de Simon Templeman. Otros personajes secundarios incluyen las voces de Philippe Bergeron, Rene Auberjonois, Susan Silo, Karen Ross y Tom Kane.

### Sinopsis
Cuatro años después de los eventos de The Beast Within: A Gabriel Knight Mystery, el novelista Gabriel Knight, cumpliendo el papel de su familia como Schattenjäger, y Grace Nakimura, su asistente de investigación, reciben una invitación a la casa del Príncipe James de Albany, un descendiente de la Casa de Estuardo en París. James solicita la ayuda de la pareja para proteger a su hijo Charlie de los «Visitantes Nocturnos», seres que se dice que son vampiros que han plagado a su familia. Al aceptar el trabajo, la pareja se ve superada en su primera noche por una fuerza extraña; Grace queda inconsciente, mientras que Gabriel queda paralizado y se ve obligado a presenciar el secuestro de Charlie. Tras recuperar sus extremidades, persigue a los secuestradores en un tren, pero una vez a bordo es emboscado por ellos. Cuando el tren se detiene en las afueras de la ciudad de Couiza, un mozo de estación lo ayuda a llegar a un hotel en el pueblo cercano de Rennes-le-Château.
A la mañana siguiente, Gabriel llama a James para informarle de su ubicación, pero se confunde cuando le piden que investigue lo que pueda hasta que los hombres de James puedan hacerse cargo. Cuando busca café en el hotel, Gabriel se entera de que la noche en que llegó, un grupo de caza de tesoros llegó al mismo tiempo, entre ellos: Madeline Buthard, la líder del tour; Vittorio Buccheilli, un turista italiano; John Wilkes, un cazador de tesoros australiano; Emilio Baza, un turista de Oriente Medio; y Frank Mosely, el amigo detective de policía de Nueva Orleans de Gabriel. Al mismo tiempo, se reúne con el sacerdote local Abbé Arnaud y el escritor histórico Larry Sinclair. Durante una búsqueda en el pueblo y la región, descubre que los secuestradores deben estar escondidos en la zona, y que el secuestro tiene alguna conexión con un tesoro escondido en la región vinculado a los Caballeros Templarios y el Santo Grial. Esa noche, después de que Grace llega con los hombres de James, Gabriel sigue a sus reemplazos y los observa interrogar a Arnaud con rudeza, mientras saludan a Larry con un extraño apretón de manos; Frank luego revela que es masónico. Decidiendo que no pueden abandonar el caso, Gabriel y Grace acuerdan continuarlo, y Frank se ofrece a ayudar.
Al día siguiente, Gabriel registra la habitación de los grupos de turistas y descubre que Buthane y Vittorio no son lo que parecen ser. Mientras tanto, Grace se une al tour de búsqueda de tesoros para aprender más sobre el tesoro escondido en la región. Después de una visita a una bodega local, propiedad de Excelsior Montreaux, ella y el grupo se encuentran con los cuerpos de los hombres de James, quienes fueron brutalmente asesinados y drenados de su sangre. Al enterarse de esto, Gabriel interroga al grupo y examina la escena del crimen con Frank; la visita lo hace experimentar visiones del asesinato, determinando que los asesinos eran vampiros. Gabriel le informa a James sobre la muerte de sus hombres, quien le implora que continúe con su trabajo, antes de visitar a Larry para confrontarlo sobre su visita. Un Larry enojado lo desaloja de su casa, pero no antes de espiarlo configurando su alarma para más tarde esa noche. Hablando con Grace sobre sus sospechosos, ella le sugiere visitar Montreaux, después de encontrar que su bodega es profundamente inquietante por razones desconocidas. Gabriel se presenta como periodista y se encuentra con él, y le comenta que sus opiniones sobre la elaboración del vino son extrañamente raras y espeluznantes.
Más tarde esa noche, Grace encuentra un sobre que contiene un documento conocido como Le Serpent Rouge, que se dice que contiene acertijos que, cuando se resuelven, conducen al tesoro del valle. Aprovechando su tiempo sabiamente, logra resolver algunos de sus acertijos, antes de que Wilkes la interrumpa invitándola a cenar. Grace acepta y descubre una cámara hueca debajo del valle a través de estudios sismológicos; desafortunadamente, se ve obligada a dejarlo en su habitación cuando él, borracho, le hace insinuaciones. Después de la medianoche, Gabriel se dirige al valle para espiar a Larry, lo ve enterrar un manuscrito y lo recupera; a través de él, se entera de que el apellido de Larry es Chester, no Sinclair. Al regresar al hotel para dormir, sufre una pesadilla sobre vampiros, lo que hace que él y Grace duerman juntos. Por la mañana, Grace revela que el manuscrito trata sobre el hecho de que Jesucristo tuvo descendientes y cubre sus linajes después de su crucifixión. Mientras tanto, Gabriel descubre que Wilkes había desaparecido del hotel esa noche y luego encuentra su cuerpo cerca de un punto de referencia local asesinado de la misma manera.
Grace continúa su trabajo en Le Serpent Rouge y descubre que las respuestas del acertijo se ajustan a los hallazgos de Wilkes. Después de completar los acertijos, ella y Gabriel descubren que falta el manuscrito. Sospechando que Mosely lo tomó y al descubrir que el Príncipe James ha aparecido, Gabriel decide interrogar a su amigo y le pide a Grace que lo rastree. Sus investigaciones más tarde llevan a la pareja a revelar que Buthane está con la inteligencia francesa investigando la actividad reciente en la región, que Vittorio es un sacerdote del Vaticano, también por las mismas razones, y que Mosely se inscribió recientemente para trabajar para la CIA, investigando los problemas de los masones en Francia. Gabriel devuelve el manuscrito a James, quien está acompañado por su sirviente Mesmi y Larry. Él confirma que su familia tiene una conexión con Jesús, y teme que el linaje de Charlie haya sido el motivo de su secuestro. Más tarde, Gabriel vuelve a visitar a Montreaux, convencido de que está involucrado, y encuentra evidencia que lo vincula con el secuestro; desafortunadamente, los secuestradores lo detectan, alertan a Montreaux sobre su verdadera identidad y lo persiguen.
En su ausencia, Grace descubre que Emilio había estado ayudando a la pareja con sus investigaciones. Revela que una vez sirvió en una hermandad conocida como los Magos, quienes ayudaron y protegieron a Jesús durante su vida, y que Montreaux es parte de un grupo de Magos que buscaron asegurar su sangre para su propio fin, convirtiéndose en vampiros como resultado. El propio Emilio intentó lo mismo y se volvió inmortal, pero se arrepintió de sus acciones, por lo que juró evitar que el grupo acosara a los descendientes de Jesús. Al darse cuenta de que Charlie probablemente posee un fuerte elemento del linaje de Jesús, Gabriel, con la ayuda de Frank y Mesmi, se dirige al hueco debajo de la región creado por los Caballeros Templarios que alberga un templo, y se enfrentan a Montreaux y sus parientes, los matan y salvan a Charlie. Emilio, al darse cuenta de esto, deja a Grace, pero le aconseja que siga su propio camino en la vida. En el templo, Gabriel descubre que el tesoro no es otro que el cuerpo de Jesús, lo que le otorga una visión que revela los orígenes del papel de su familia como Schattenjägers, antes de que Emilio lleve el cuerpo a un lugar más seguro. Mientras Charlie regresa con su padre, Gabriel va a ver a Grace con las buenas noticias, solo para encontrar una nota de ella que tira a la basura con tristeza.

## Desarrollo
Jane Jensen comenzó a diseñar Gabriel Knight 3 en diciembre de 1996. Cuando comenzó el trabajo en Blood of the Sacred, Blood of the Damned, el equipo de desarrollo ya tenía claro que sería el último juego de Gabriel Knight. Jane Jensen comentó que «éramos el último dinosaurio del bloque. Teníamos hasta que se lanzara el juego, y luego se acabaría». No obstante, Sierra sintió que la serie debía pasar a los gráficos en 3D para mantenerse al día. El equipo de desarrollo tenía poca experiencia o comprensión del formato; cuando el programador Scott Bilas se incorporó a mitad de la producción, le dijeron que el juego estaba casi terminado, solo para descubrir que el equipo había dejado de lado una serie de características que eran necesarias para que el juego fuera jugable. El juego se anunció a mediados de agosto de 1997.
Las dificultades del equipo con la tecnología provocaron una serie de retrasos. Aludiendo a un infame rompecabezas al principio del juego en el que Knight debe usar cinta para sacar pelo de un gato y usarlo para hacer un bigote falso, Bilas recordó: «¡Fue terrible! Había algo que Jane [Jensen] quería hacer que era demasiado difícil, demasiado caro, demasiado complicado para que sucediera. Creo que a nuestro productor se le ocurrió el rompecabezas del gato [como reemplazo]. Estoy bastante seguro de que a Jane no le gustó. A ninguno de los desarrolladores le gustó, pero llegamos muy tarde y necesitábamos incluir algo allí».
Aunque estaba satisfecha con la actuación de Dean Erickson en el juego anterior, Jensen sintió que Tim Curry representaba la voz real de Gabriel Knight y optó por que regresara al papel.

### Banda sonora
La banda sonora del juego fue compuesta por David Henry basada en temas creados por el compositor original de la serie, Robert Holmes. En cada juego de Gabriel Knight, se puede escuchar el popular himno gospel «When the Saints Go Marching In», aunque en diferentes remezclas y formas. En Gabriel Knight 3, se puede escuchar en la taberna San Greal en Rennes-les-Bains.

## Recepción
Gabriel Knight 3 recibió críticas favorables según el sitio web agregador de reseñas Metacritic. Uros Jojic de IGN dijo que el juego «demuestra que los juegos de aventuras aún tienen algo de vida» y proporciona «un cambio bienvenido para el mercado de PC con mucha acción» con «[una] historia excelente y una trama bien elaborada». Al mismo tiempo, criticó la voz de Tim Curry como «una interpretación fría y exagerada del acento sureño», y el cambio a 3D que sintieron «aún no está listo para representar las emociones y sentimientos de la manera en que los actores pueden». Erik Wolpaw de GameSpot compartió los sentimientos sobre el «terrible trabajo de actuación de Curry», calificando el «acento falso y la entrega excesivamente dramática [...] casi insoportable». El diálogo también fue criticado, al igual que los puzles, estos últimos que afortunadamente «mejoran a medida que avanza la historia». La historia en sí fue recibida de forma más positiva, incluyendo «algunos elementos de trama excelentes» y conexiones «fascinantes» entre la realidad y la ficción. Dan Ravipinto de Adventure Gamers consideró a algunos de los rompecabezas más pequeños «absolutamente tontos», pero al mismo tiempo el enorme Le Serpent Rouge «uno de los rompecabezas mejor diseñados en la historia de los juegos de aventuras». La historia con sus «narrativas interesantes» fue calificada de «épica en todos los sentidos de la palabra» y el juego «finalmente un éxito». Jeff Lundrigan de Next Generation dijo sobre el juego: «Es un cliché, pero: si realmente te gustan los juegos de aventuras (y eres un gran solucionador de acertijos), este es un regalo poco común».
En mayo de 2000, Jane Jensen comentó que las «ventas de Gabriel Knight 3 no fueron suficientes para compensar el costo de desarrollo dado que tuvimos que construir un nuevo motor».
El juego fue nombrado el mejor juego de aventuras para computadora de 1999 por Computer Games Strategy Plus y CNET Gamecenter, y fue finalista en los premios de Computer Gaming World, The Electric Playground, GameSpot, PC PowerPlay, y GameSpy en esta categoría. El personal de Computer Games escribió: «Si bien el juego a veces presenta algunos diálogos torpes, actuaciones exageradas y gráficos 3D débiles, ofrece un universo atractivo, uno que está bien realizado y lleno de detalles». Durante la 3.ª edición anual de los Interactive Achievement Awards, Academy of Interactive Arts & Sciences nominó a Gabriel Knight 3 al «juego de rol/aventura para computadora del año».
En 2011, Adventure Gamers lo incluyó en la lista como el 32.º mejor juego de aventuras jamás lanzado.

## Legado
En agosto de 2000, el equipo de CNET Gamecenter mencionó al juego como uno de los «verdaderos juegos de aventuras» que no logró vender. Citaron la razón: «Ahora parece que la gente quiere más acción que aventura. Prefieren correr en pantalones cortos saqueando tumbas que vivir historias reales. La gente quiere algo simple. Incluso en la lucha entre dos juegos de disparos en primera persona con inclinaciones a la aventura, el más simple de los dos (Half-Life) ganó sobre el más imaginativo (System Shock 2). Los días dorados se acabaron; el sueño se acabó. Los jugadores casuales mataron a los juegos de aventuras, y Myst los obligó a hacerlo». Cliff Hicks hizo una observación sobre la desaparición del género de aventuras: «No hay forma de superarlo, tememos y no creemos que veamos que estos juegos regresen, al menos no por mucho tiempo. Sierra, el pionero en este campo, parece haberlo abandonado. Sierra canceló el último juego de Space Quest, no hay otro juego de Gabriel Knight en desarrollo y King's Quest está desaparecido. Por desgracia, aventuras, apenas te conocíamos». Un mes después, Erik Wolpaw de Old Man Murray utilizó Gabriel Knight 3 y su rompecabezas del «disfraz de Mosely» como una «teoría alternativa de quién mató a los juegos de aventuras». Concluyó su hipótesis con: «¿Quién mató a los juegos de aventuras? Creo que debería estar bastante claro en este punto que se suicidaron».